# Amarna Miller
Amarna Miller (Madrid, 29 d'octubre de 1990) és una celebritat espanyola coneguda principalment per haver sigut actriu porno, com també per haver-ne produït i dirigit. Actualment es defineix com a creadora de contingut digital i segueix enfocada en la seva faceta com a activista a favor dels drets de les treballadores sexuals. El seu nom artístic és una combinació entre una regió oriental del riu Nil anomenada Amarna i el nom de l'escriptor Henry Miller.

## Biografia
És llicenciada en Belles Arts per la Universitat Europea de Madrid. Es declara obertament bisexual, entre les seves tendències es troba el BDSM i, a més, mostra gran interès per les antiguitats, la fotografia, l'art i els viatges. Ideològicament ha donat suport al partit polític Podem i admira l'expresident uruguaià José Mujica.
Comença fent fotos eròtiques a les seves amigues a la facultat, on descobreix la seva veritable vocació. Debuta al cinema pornogràfic amb 19 anys, en una pel·lícula dirigida i produïda per ella mateixa. Durant cinc anys treballa amb la seva pròpia productora, Omnia-X. També ha treballat amb productores com Private Media Group, Dorcel, Bang Bros o Sex Art, i ha col·laborat amb les revistes Primera Línea, Playground Magazine, Stirner i Orgasmatrix.com. El 2016 va estar nominada als Premis AVN.
Ha intervingut, entre d'altres, al programa Al rincón de pensar del canal de televisió Antena 3, i al programa de ràdio independent Carne cruda. Va aparèixer a la revista Interviú el 2014. A mitjans digitals ha concedit entrevistes a Jot Down, Erebus i La caja de música.
El 2015 publica el seu primer llibre, Manual de psiconáutica, amb l'editorial Lapsus Calami. Compta amb el pròleg de Nacho Vigalondo, l'epíleg de Luna Miguel i entrellaça poesia i fotografia. El va definir com «el meu laberint, els meus racons, el meu jo més intern».

## Premis i nominacions
- Premi TEA a la millor actriu (2017)[17]
- Premi Ninfa a la millor web personal (2015 i 2016)[18]
- Premi Ninfa a la millor actriu porno espanyola (2014)[19]
- Nominada als Premis AVN a la «Female Foreign Performer of the Year» (2016 i 2017)[9]